# Insulto
Um insulto, ofensa, xingamento, injúria, agravo, ultraje ou afronta é uma forma de violência verbal em que, geralmente, o agressor se utiliza de palavras - verdadeiras (ou não), com exageros ou não - com o propósito de humilhar de alguma forma ou atingir um ponto fraco da vítima. O insulto pode ser seguido de violência física ou pode vir carregado de palavras de baixo calão.

## Etimologia
"Insulto" procede do latim insultu. "Ofensa" procede do latim offensa. "Xingamento" procede do quimbundo kuxinga. "Injúria" procede do latim injuria. "Afronta" procede de "afrontar". "Agravo" procede de "agravar". "Ultraje" procede do francês outrage, antigamente oltrage.

## A importância do contexto
Gírias sexuais ou palavras de baixo calão podem ser ou não consideradas ofensivas dependendo de como estão inseridas no contexto, da forma como são empregadas (como a entonação da voz ou expressões corporais) e também da formação moral dos envolvidos, bem como do nível de intimidade entre as partes, além de outras variáveis.

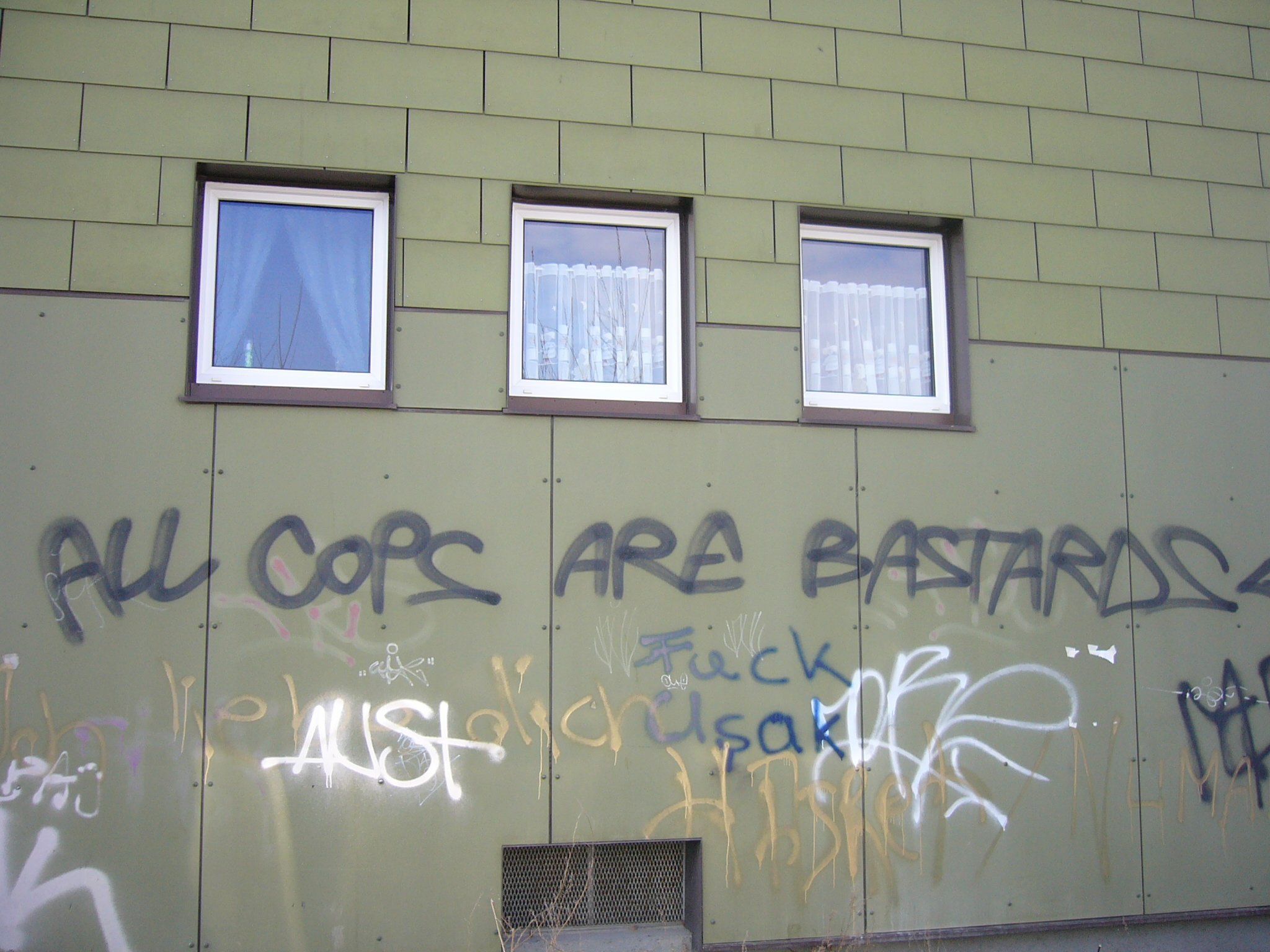
Pichação em Munique xingando todos os policiais de "bastardos"

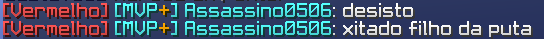
jogador no jogo Minecraft ofendendo outro jogador, isso pode ocorrer quando uma pessoa está muito estressada jogando um jogo e pode acabar ofendendo outro jogador.